# Museum aan de Stroom
Muzeum aan de Stroom (MAS; Muzeum u řeky) je belgické muzeum, postavené u řeky Šeldy v antverpské čtvrti Eilandje. Bylo otevřeno v květnu 2011 a je největším muzeem v Antverpách.

## Historie
V roce 1998 se městská rada v Antverpách rozhodla postavit muzeum na Hanzestedenplaats. Dne 14. září 2006 byl položen základní kámen. V roce 2010 se do muzea stěhovaly artefakty z různých jiných muzeí, jako bylo Etnografické muzeum (Ethnographic Museum) a Námořní muzeum (Maritime Museum). Obě muzea byla zrušena. Muzeum aan de Stroom bylo otevřeno pro veřejnost dne 17. května 2011.

## Popis stavby

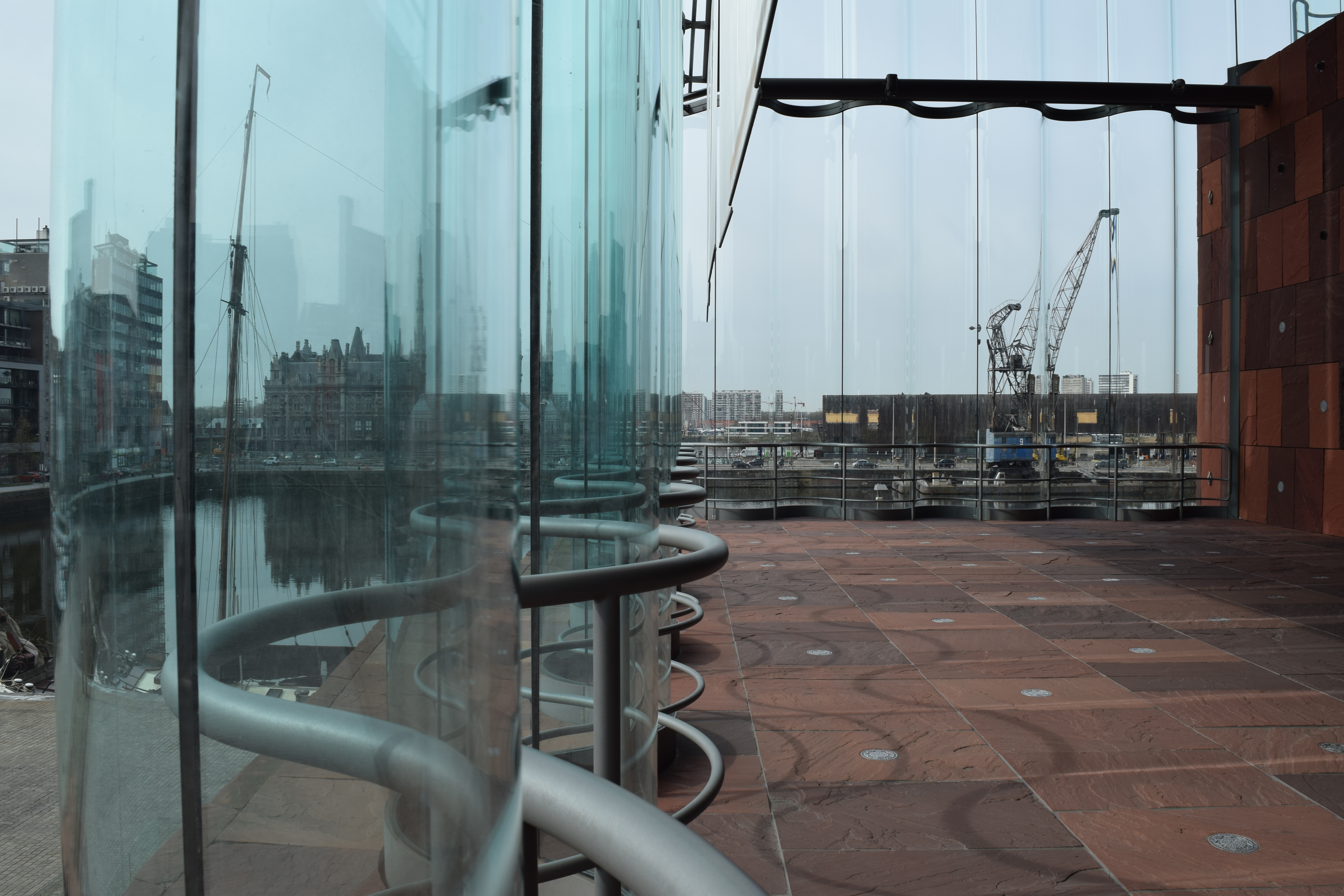
Oblé skleněné panely vnitřní konstrukce muzea

60 metrů vysoká budova byla navržena společností Neutelings Riedijk Architects, což je architektonická firma se sídlem v Rotterdamu, kterou založili Willem Jan Neutelings a Michiel Riedijk v roce 1987. Fasáda je vyrobena z indického červeného pískovce a zaoblených skleněných desek. Je příkladem postmoderní architektury ve stylu Art Deco. Muzeum vlastní 470 000 předmětů, většina je uložena v depozitáři. První galerií otevřenou pro návštěvníky je tak zvaný visible store (viditelný obchod), který obsahuje 180 000 položek. Muzeum se nachází na místě původní budovy spolku Hanza. Obchodníci zde pracovali i bydleli. V devatenáctém století budovu zničil požár.

## Sbírky a výstavy
Muzeum je zaměřeno na historii Antverp a propojení města se světem. Sbírky obsahují předměty související s námořní dopravou a dokumentují mezinárodní obchod a dopravu, historii, umění a kulturu přístavního města Antverpy a umění a kulturu Evropy, Afriky, Ameriky, Asie a Oceánie. Muzeum pořádá tematické výstavy, které propojují místní a globální kulturu, umění a historii. Zaměřuje se na informování veřejnosti pomocí nových médií včetně trojrozměrných prezentací, kdy se divák stává součástí virtuální reality. Muzeum bylo mezinárodně oceněno za program MAS IN YOUNG HAND, spojující mladé organizátory a kurátory z nejrůznějších prostředí.